# آخر هفته (فیلم ۲۰۱۱)
پایان هفته (انگلیسی: Weekend (2011 film)) فیلمی در ژانر درام و رمانتیک به کارگردانی اندرو هیگ است که در سال ۲۰۱۱ منتشر شد. از بازیگران آن می‌توان به تام کالن اشاره کرد.